# Pregovori
Pregovori su vrsta dijaloga kojima je cilj riješiti nesporazume, dogovoriti se, cjenkati (radi osobne ili kolektivne dobrobiti) i nagoditi se. Pregovori su osnovna metoda alternativnog rješavanja nesporazuma (tj. onog koji ne uključuje rad i presudu suda).
Pregovori se događaju u menadžmentu i ekonomiji, neprofitnim organizacijama, diplomaciji, u pravu, te u osobnim razmiricama poput braka, rastave, roditeljstva i u svakodnevnom životu. Ljudi pregovaraju, a da toga nisu ni svjesni. Profesionalni pregovarači su često specijalizirani, poput onih u sindikatima, mirovnih ili policijskih pregovarača, ili kao oni u diplomaciji, zakonodavstvu i ekonomiji.

## Pristupi pregovaranju
Pregovori se uglavnom vode između profesionalnih pregovarača koji djeluju u ime neke organizacije ili skupine. Za razliku od medijacije i arbitraže, pregovori su direktni; dok se u medijaciji i arbitraži pridružuje i treća strana. U medijaciji je uloga treće strane da bude savjetodavna, u arbitraži su obje strane ovlastile arbitra da donese odluku.
Na brojne je načine moguće podijeliti pregovaranje na osnovne dijelove kako bi ih bolje razumjeli. Prema jednoj podjeli, pregovori se sastoje od triju osnovnih dijelova: procesa, ponašanja i suštine. Proces nam kaže o načinu pregovora, njihovom kontekstu, taktici, sudionicima. Ponašanje obuhvaća vezu između stranaka, komunikaciju i stilove koje su uzeli. Suština je ono oko čega se pregovara - raspored, predmet (pozicije i interesi), opcije i dogovor koji se na kraju postiže.
Prema drugom shvaćanju pregovora, oni se sastoje od 4 elementa: strategije, procesa, oruđa i taktike. Strategija obuhvaća najvažnije ciljeve - uglavnom vezu između strana i završni ishod. Procesi i oruđa su u biti koraci koje se poduzimaju u pripremi i pregovorima s drugom stranom. Taktika uključuje detaljnije planove, djelovanja i odgovore na djelovanja druge strane. Neki pregovorima dodaju i uvjeravanje i utjecaj, tvrdeći da su oni postali temeljni dio današnjih pregovaračkih uspjeha, te da ne bi trebali biti ispušteni.
Vještiji pregovarači mogu koristiti različite taktike, od pregovaračke hipnoze ili jasnog izlaganja zahtijeva i postavljanja preduvjeta do tehnika varanja poput selektivnog iznošenja informacija, divide et impera taktike ili prijetnji, ultimatuma ili čak fizičkih načina prisile (koje su prije bile česte u diplomaciji - i to doslovno, a danas su se zadržali u menadžmentu, pa se sastanci koji trebaju biti kratki održavaju u hladnim prostorijama, ne poslužuje se piće i hrana...).
Još jedna taktika pregovaranja je dobar pregovarač / loš pregovarač, a sastoji se od dva pregovarača, lošeg, koji glumi da je ljut, vrijeđa i prijeti, a drugi glumi da je brižan i da razumije. Dobar pregovarač krivi lošeg za sve poteškoće dok pokušava dobiti priznanje i dogovor od suprotne stranke. Ovo se često vidi u policijskim serijama i filmovima.

### Odvjetnički pristup
U odvjetničkom pristupu, vješt pregovarač djeluje kao odvjetnik jedne stranke u pregovorima i pokušava izboriti što bolji ishod za tu stranu. U procesu pregovaranja, pregovarač pokušava odrediti najniži ishod koje su stranke spremne prihvatiti, i onda prilagodi svoje zahtjeve prema tome. Uspješan pregovarač u odvjetničkom pristupu je onaj koji može izboriti što uspješnije zahtjeve svoje stranke, ali bez da se suprotna stranka povuče iz pregovora.
Tradicionalno pregovaranje se ponekad naziva i win-lose zbog pretpostavke da dobitak jedne strane znači i gubitak druge. Ovo je jedino točno za pregovore oko jednog pitanja, poput pitanja cijene u cjenkanju.

### WIN/WIN pristup
Tijekom prvog dijela dvadesetog stoljeća, akademici, kao što je Mary Parker Follett, su razvili mišljenje da se sporazum često može postići tako da niti jedna strana ne gleda točku polazišta, već svoje krajnje (temeljne) interese i zahtjeve, a sve kako bi postigli odluku koja bi bila povoljna za obje strane. Šezdesetih godina prošlog stoljeća Gerard I. Nierenberg je prepoznao ulogu pregovora u rješavanju zapreka, kako u osobnom životu, tako i u poslovnom svijetu. Objavio je knjigu „The Art of Negotiating“, gdje tvrdi da osobni stavovi i razmišljanja pregovarača određuju putanju kojom pregovori idu. Njegov „svatko pobjeđuje“ pristup, koji osigurava dobitak objema stranama, donosi više uspješnih ishoda od standardnog „pobjednik uzima sve“ pristupa.
1970 – ih istraživači su počeli razvijati „WIN – WIN“ pristup pregovorima.
Preuzet iz „Economic Game Theory“, WIN – WIN pristup je usvojen od strane sjevernoameričkih stručnjaka za pregovore i dobio značenje „pregovora po principima“.  „Getting to YES“, knjiga Rogera Fishera i Williama Uryja, objavljena kao dio Harvardskog projekta o pregovorima, u kojoj autori navode da se „pregovori po principima“ katkada nazivaju i cjenkanje/pogađanje s obostranim dobitima. Teorija o obostranim dobitima je uspješno primijenjena i u okolišnim situacijama (Lawrence Susskind i Adil Najam) kao i u poslovnim relacijama (odnosi uprave i radničkog sindikata), gdje je uočeno da se pregovori mogu smatrati i rješavanjem problema. 
Ako se razmatra veći broj pitanja, ono po čemu se strane koje sudjeluju u rapravi razlikuju, čine WIN – WIN pregovore mogućima. U poslovnim pregovorima, naprimjer, sindikat će smatrati osiguranjem važnijim od povišica. Ako uprava zastupa drugačije mišljenje, donijet će odluku koja će biti povoljna za obje strane. Takvi pregovori dakle, nisu igra u kojoj samo jedna strana pobjeđuje.
Velik je broj onih koji su pridonijeli na ovom polju pregovora, a uključuju Holly Schroth (Sveučilište u Berkleyju), Gerard E. Watzke (Tulansko sveučilište), Sara Cobb (George Mason sveučilište), Len Riskin (University of Missouri), Howard Raiffa (Harvard), Robert McKersie and Lawrence Susskind (MIT), and Adil Najam and Jeswald Salacuse.

### Novi kreativni pristup
Možda najčešća usporedba u pregovaračkim krugovima je tzv. svađa zbog naranče. Najjednostavnije bi bilo izrezati naranču na pola da svaka strana dobije jednak dio. Ali kada pregovarači počnu izmjenjivati informacije, bolje rješenje izađe na vidjelo. Pregovarači shvate da jedna strana želi napraviti sok, a druga marmeladu, pa u skladu s tim, prvo jedan iscijedi naranču, a drugi uzme ostatak i napravi marmeladu. U školama menadžmenta danas se mnogo govori o kreativnosti u ekonomiji, nude se tečajevi kreativnosti, a kreativnost je jedan od razloga zbog čega je japansko društvo tako napredno, unatoč manjku resursa i izoliranosti. Naime, iako je japansko društvo imalo svoje zapreke kreativnosti, hijerarhiju i dobrobit kolektiva, razvili su stil pregovaranja, kojeg su Hernandez i Graham saželi u 10 točaka:
1. Prihvaćaj samo kreativne ideje.
2. Razumjeti kulture, posebno svoju.
3. Ne se samo prilagođavati kulturološkim razlikama, nego ih iskoristiti.
4. Prikupljaj podatke i informacije s terena.
5. Dizajniraj proces sastanka i protok informacija.
6. Radi na međusobnoj vezi.
7. Uvjeravaj s pitanjima. Traži informacije i razumijevanje.
8. Ne radi ustupke do kraja.
9. Koristi tehnike kreativnosti.
10. Nastavi s kreativnošću i nakon pregovora.

Osim toga, u kreativnom se pristupu predlaže međusobni brainstorm, neformalno druženje te naglašava prihvaćanje isključivo alternativnih i kreativnih rješenja.

### Ostali pregovarački stilovi
Prema mišljenju nekih pregovarača, postoji 5 osnovnih stilova kojima neka osoba naginje za vrijeme pregovora, što ovisi o situaciji i interesu ostalih strana. Osim toga, stilovi se mogu mijenjati:
1. Prilagođavanje: Osobe koje koriste ovakav stil vole rješavati probleme i stalo im je do ljudskih odnosa. Osjetljivi su na emocije, jezik tijela i verbalne signale. Ovakvi pojedinci se doduše mogu osjećati iskorištenima kada u pregovorima druge stranke ne daju toliku pažnju odnosu i međusobnoj vezi.
2. Izbjegavanje: Osobe koje ne vole pregovarati i ne rade to osim ako su prisiljene. Kada pregovaraju, nastoje izbjegavati sukobe. Ipak, mogu biti smatrani kao dobri taktičari i diplomati.
3. Surađivanje: Ovo su osobe koje vole surađivati i tražiti kreativna rješenja. Dobri su pri pronalasku briga i interesa drugih strana; ipak mogu stvoriti probleme pretvarajući jednostavne probleme u složene.
4. Natjecanje: Osobe koje uživaju u pregovaranju jer im pruža priliku da nešto dobiju. To su pojedinci sa snažnim osjećajem za pregovore i često su vrlo dobri stratezi. Oni dominiraju u pregovorima, ali često zanemaruju onu osobnu, ljudsku razinu.
5. Kompromis: Osobe koje žele brzo se dogovoriti tražeći poštenje, pravednost i jednakost za sve uključene stranke. Mogu biti korisni kada je malo vremena za rješavanje problema, ali, često žure u samom procesu i prelako čine ustupke.

## Osjećaji u pregovaranju
Osjećaji imaju važnu ulogu u procesu pregovaranja, iako se to proučava tek zadnjih godina. Iako moćan čimbenik, mogu djelovati pozitivno i negativno. Za vrijeme pregovora, odluka o tome da li prihvatiti ili odbiti nešto djelomično leži na osjećajima pregovarača. Negativne emocije mogu izazvati intenzivno ili čak iracionalno ponašanje, i mogu dovesti do eskalacije sukoba i raspada pregovora, dok pozitivne emocije mogu brže dovesti do pregovora i zajedničkih interesa.
Za vrijeme pregovora, emocije utječu na to koje će se strategije koristiti i koje se planiraju koristiti, kako se razumiju tuđe namjere, utječu na volju za postizanjem sporazuma i završni ishod. 